# Linognathidae
Linognathidae (лат.) — семейство отряда Пухоеды и вши. Включает около 70 видов в трёх родах. Характерным признаком является отсутствие глаз.

## Описание
Вошь удлиненно-овальная, задняя часть тела большая, передняя небольшая, ноги короткие. Голова, как правило, удлинённая, с коротким и мощным сосущим хоботком. Антенны короткие и мощные.

## Экология
Кожные паразиты, обитающие в меху млекопитающих. Паразитируют на оленях, крупном рогатом скоте, антилопах и верблюдах, а также на собакообразных хищных млекопитающих. Питаются кровью хозяев.

## Роды
- Linognathus Enderlein, 1905 — 53 вида;
- Prolinognathus Ewing, 1929 — 8 видов;
- Solenopotes Enderlein, 1904 — 9 видов.